# Maggie Malone
Maggie Malone (* 30. Dezember 1993 in College Station, Texas) ist eine US-amerikanische Leichtathletin, die sich auf den Speerwurf spezialisiert hat.

## Sportliche Laufbahn
Maggie Malone wuchs in Geneva in Nebraska auf und studierte von 2012 bis 2014 an der University of Nebraska-Lincoln und wechselte dann bis 2016 an die Texas A&M University und wurde in ihrem letzten Jahr NCAA-Collegemeisterin im Speerwurf. Im selben Jahr nahm sie erstmals an den Olympischen Sommerspielen in Rio de Janeiro teil und schied dort mit einer Weite von 56,47 m in der Qualifikationsrunde aus. 2021 siegte sie mit 62,70 m bei den USATF Open sowie anschließend mit 63,81 m beim USATF Throws Fest, ehe sie beim Chula Vista Field Fest mit 66,82 m einen neuen US-amerikanischen Landesrekord aufstellte. Daraufhin nahm sie erneut an den Olympischen Sommerspielen in Tokio teil und gelangte dort mit 59,82 m im  Finale auf Rang zehn. Im Jahr darauf siegte sie mit 65,73 m beim Vancouver Sun Harry Jerome International Track Classic und verpasste anschließend bei den Weltmeisterschaften in Eugene mit 54,19 m den Finaleinzug. 2023 siegte sie mit 58,54 m bei den Drake Relays sowie mit 56,24 m beim USATF NYC Grand Prix. Im August schied sie bei den Weltmeisterschaften in Budapest mit 57,85 m in der Qualifikationsrunde aus. Im Jahr darauf wurde sie beim London Athletics Meet mit 62,99 m Dritte und verpasste dann bei den Olympischen Sommerspielen in Paris mit 58,76 m den Finaleinzug. Zum Saisonabschluss wurde sie beim Memorial Van Damme mit 62,40 m Dritte.
In den Jahren 2016, 2021 und 2024 wurde Malone US-amerikanische Meisterin im Speerwurf.